# Willughbeia sarawacensis
Willughbeia sarawacensis är en oleanderväxtart som först beskrevs av Jean Baptiste Louis Pierre, och fick sitt nu gällande namn av Karl Moritz Schumann. Willughbeia sarawacensis ingår i släktet Willughbeia och familjen oleanderväxter. Inga underarter finns listade i Catalogue of Life.